# The All-Star Sessions
The All-Star Sessions è un album in studio del supergruppo Roadrunner United, creato per il venticinquennale dell'etichetta Roadrunner Records. Il disco è stato pubblicato il 11 ottobre 2005 dalla Roadrunner Records.

## Tracce
1. The Dagger – 5:31
2. The Enemy – 4:44
3. Annihilation by the Hands of God – 5:33
4. In the Fire – 4:07
5. The End – 3:35
6. Tired 'N Lonely – 3:37
7. Independent (Voice of the Voiceless) – 4:51
8. Dawn of a Golden Age – 4:09
9. The Rich Man – 6:49
10. No Way Out – 3:27
11. Baptized in the Redemption – 3:19
12. Roads – 2:24
13. Blood & Flames – 5:38
14. Constitution Down – 5:04
15. I Don't Wanna Be (A Superhero) – 2:02
16. Army of the Sun – 3:48
17. No Mas Control – 3:01
18. Enemy of the State – 5:08

## Crediti

### Traccia 1:The Dagger
- Voce – Howard Jones, Robert Flynn
- Chitarra ritmica – Jordan Whelan (degli Still Remains), Robert Flynn
- Chitarra solista – Jeff Waters
- Basso – Christian Olde Wolbers
- Batteria – Andols Herrick (dei Chimaira)
- Testi – Howard Jones, Robert Flynn
- Musica – Robert Flynn
- Ingegneria del suono – Mark Keaton
- Mixing – Colin Richardson, Matt Hyde
- Produzione – Robert Flynn
- Registrazione – Mark Keaton

### Traccia 2:The Enemy
- Voce – Mark Hunter
- Chitarra ritmica – Dino Cazares
- Chitarra solista e acustica – Andreas Kisser
- Basso – Paul Gray
- Batteria – Roy Mayorga
- Testi – Mark Hunter
- Musica – Dino Cazares, Roy Mayorga
- Ingegneria del suono – Roy Mayorga
- Mixaggio – Colin Richardson, Matt Hyde
- Produzione – Dino Cazares
- Registrazione – Jason Suecof

### Traccia 3:Annihilation By The Hands Of God
- Voce – Glen Benton
- Chitarra ritmica – Matt De Vries (dei Chimaira), Rob Barrett
- Chitarra solista – James Murphy
- Basso – Steve DiGiorgio
- Batteria – Joey Jordison
- Testi – Glen Benton
- Musica – Joey Jordison, Rob Barrett
- Ingegneria del suono – Matt Sepanic
- Mixaggio – Colin Richardson, Matt Hyde
- Produzione – Joey Jordison
- Registrazione – Jim Morris

### Traccia 4:In The Fire
- Voce – King Diamond
- Chitarra ritmica – Cory Beaulieu (dei Trivium), Matt Heafy
- Chitarra acustica – Matt Heafy
- Basso – Mike D'Antonio
- Batteria – Dave Chavarri
- Testi – King Diamond
- Musica – Matt Heafy
- Ingegneria del suono – Jason Suecof, Mark Lewis
- Mixing – Andy Sneap
- Produzione – Matt Heafy
- Registrazione – J.T. Longoria

### Traccia 5:The End
- Voce – Matt Heafy
- Chitarra ritmica – Dino Cazares
- Chitarra – Logan Mader
- Basso – Nadja Peulen (dei Coal Chamber)
- Batteria – Roy Mayorga
- Tastiere e programmazione - Rhys Fulber
- Testi – Matt Heafy
- Musica – Dino Cazares
- Ingegneria del suono – Roy Mayorga
- Mixaggio – Logan Mader
- Produzione – Dino Cazares
- Registrazione – Jason Suecof

### Traccia 6:Tired 'N Lonely
- Voce – Keith Caputo
- Chitarra ritmica – Acey Slade, Matt Baumbach (dei Vision of Disorder), Tommy Niemeyer (dei The Accüsed), Greg Fidelman
- Chitarra solista – James Root
- Basso – Joey Jordison
- Batteria – Joey Jordison
- Pianoforte - Greg Fidelman, Luke Pettipoole, Keith Caputo
- Testi – Keith Caputo
- Musica – Joey Jordison
- Ingegneria del suono – Matt Sepanic
- Mixaggio – Colin Richardson, Matt Hyde
- Produzione – Joey Jordison, Greg Fidelman
- Registrazione – Greg Fidelman

### Traccia 7:Independent (Voice Of The Voiceless)
- Voce – Max Cavalera
- Chitarra ritmica – Jordan Whelan, Robert Flynn
- Chitarra solista – Jeff Waters
- Basso – Christian Olde Wolbers
- Batteria – Andols Herrick
- Testi – Max Cavalera
- Musica – Phil Demmel, Robert Flynn
- Ingegneria del suono – Mark Keaton
- Mixaggio – Colin Richardson, Matt Hyde
- Produzione – Robert Flynn
- Registrazione – John Gray

### Traccia 8:Dawn Of A Golden Age
- Voce – Dani Filth
- Chitarra ritmica - Justin Hagberg (dei 3 Inches of Blood), Matt Heafy
- Chitarra ritmica e solista – Matt Heafy
- Basso – Sean Malone
- Batteria – Mike Smith
- Tastiere - Jason Suecof
- Testi – Dani Filth
- Musica – Matt Heafy
- Ingegneria del suono – Jason Suecof, Mark Lewis
- Mixaggio – Andy Sneap
- Produzione – Matt Heafy
- Registrazione – Dan Turner

### Traccia 9:The Rich Man
- Voce – Corey Taylor
- Chitarra ritmica – Robert Flynn
- Chitarra – Jordan Whelan
- Basso – Christian Olde Wolbers
- Batteria – Andols Herrick
- Tastiere - Robert Flynn
- Testi – Corey Taylor
- Musica – Robert Flynn
- Ingegneria del suono – Mark Keaton
- Mixaggio – Colin Richardson, Matt Hyde
- Produzione – Robert Flynn
- Registrazione – Matt Sepanic

### Traccia 10:No Way Out
- Voce – Daryl Palumbo (dei Glassjaw)
- Chitarra – Matt Baumbach
- Basso – Joey Jordison, Matt Baumbach
- Batteria – Joey Jordison
- Programmazione e synth - Junkie XL
- Testi – Daryl Palumbo
- Musica – Joey Jordison, Matt Sepanic
- Ingegneria del suono – Matt Sepanic
- Mixaggio – Junkie XL
- Produzione – Joey Jordison, Junkie XL
- Registrazione – Kenny Gioia, Shep Goodman

### Traccia 11:Baptized In The Redemption
- Voce – Dez Fafara
- Chitarra ritmica – Dino Cazares
- Chitarra solista – Andreas Kisser
- Basso – Paul Gray
- Batteria – Roy Mayorga
- Testi – Dez Fafara
- Musica – Dino Cazares, Roy Mayorga
- Ingegneria del suono – Roy Mayorga
- Mixaggio – Andy Sneap
- Produzione – Dino Cazares
- Registrazione – Dan Certa

### Traccia 12:Roads
- Voce – Mikael Åkerfeldt
- Violoncello - Dana Leong
- Tastiere – Josh Silver
- Testi – Mikael Åkerfeldt
- Musica – Josh Silver
- Ingegneria del suono – Max Ross
- Mixaggio – Josh Silver, Michael Marciano
- Produzione – Josh Silver
- Registrazione – James Murphy

### Traccia 13:Blood & Flames
- Voce – Jesse David Leach
- Chitarra ritmica – Josh Rand (dei Stone Sour)
- Chitarra solista e acustica – Matt Heafy
- Basso – Mike D'Antonio
- Batteria – Johnny Kelly
- Testi – Jesse David Leach
- Musica – Matt Heafy
- Ingegneria del suono – Jason Suecof, Mark Lewis
- Mixaggio – Andy Sneap
- Produzione – Matt Heafy
- Registrazione – Kurt Balou

### Traccia 14:Constitution Down
- Voce – Kyle Thomas (degli Exhorder)
- Chitarra ritmica – Matt De Vries, Rob Barrett
- Chitarra solista – Rob Barrett, James Murphy, Andy La Rocque (della band di King Diamond)
- Basso – Steve DiGiorgio
- Batteria – Joey Jordison
- Testi – Kyle Thomas
- Musica – Joey Jordison
- Ingegneria del suono – Matt Sepanic
- Mixaggio – Andy Sneap
- Produzione – Joey Jordison
- Registrazione – Scott Campbell

### Traccia 15:I Don't Wanna Be (A Superhero)
- Voce – Michale Graves
- Chitarra ritmica – Matt Heafy, Justin Hagberg
- Chitarra solista – Matt Heafy
- Basso – Mike D'Antonio
- Batteria – Dave Chavarri
- Testi – Michale Graves
- Musica – Matt Heafy
- Ingegneria del suono – Jason Suecof, Mark Lewis
- Mixaggio – Colin Richardson, Matt Hyde
- Produzione – Matt Heafy
- Registrazione – Jason Suecof

### Traccia 16:Army Of The Sun
- Voce – Tim Williams (dei Vision of Disorder)
- Chitarra ritmica – Robert Flynn, Jordan Whelan
- Basso – Christian Olde Wolbers
- Batteria – Andols Herrick
- Testi – Tim Williams
- Musica – Dave McClain, Robert Flynn
- Ingegneria del suono – Mark Keaton
- Mixaggio – Colin Richardson, Matt Hyde
- Produzione – Robert Flynn
- Registrazione – Gene Freeman

### Traccia 17:No Mas Control
- Voce – Cristian Machado
- Chitarra ritmica – Dino Cazares
- Chitarra solista – Andreas Kisser
- Chitarre – Souren "Mike" Sarkisyan (degli Spineshank)
- Basso – Marcelo Dias
- Batteria – Dave McClain
- Testi – Christian Machado
- Musica – Dino Cazares, John Sankey (dei Devil You Know)
- Ingegneria del suono – Roy Mayorga
- Mixaggio – Andy Sneap
- Produzione – Dino Cazares
- Registrazione – Nick Cohen

### Traccia 18:Enemy Of The State
- Voce e tastiere – Peter Steele
- Chitarra ritmica, acustica e slide – Steve Holt (dei 36 Crazyfists)
- Basso – Dave Pybus
- Batteria – Joey Jordison
- Tastiere e sampler – Josh Silver
- Pianoforte – Luke Pettipoole
- Testi – Peter Steele
- Musica – Joey Jordison, Matt Sepanic
- Ingegneria del suono – Matt Sepanic, Max Ross
- Mixaggio – Josh Silver, Michael Marciano
- Produzione – Joey Jordison, Josh Silver, Peter Steele
- Registrazione – Josh Silver